# CSC Mobilità

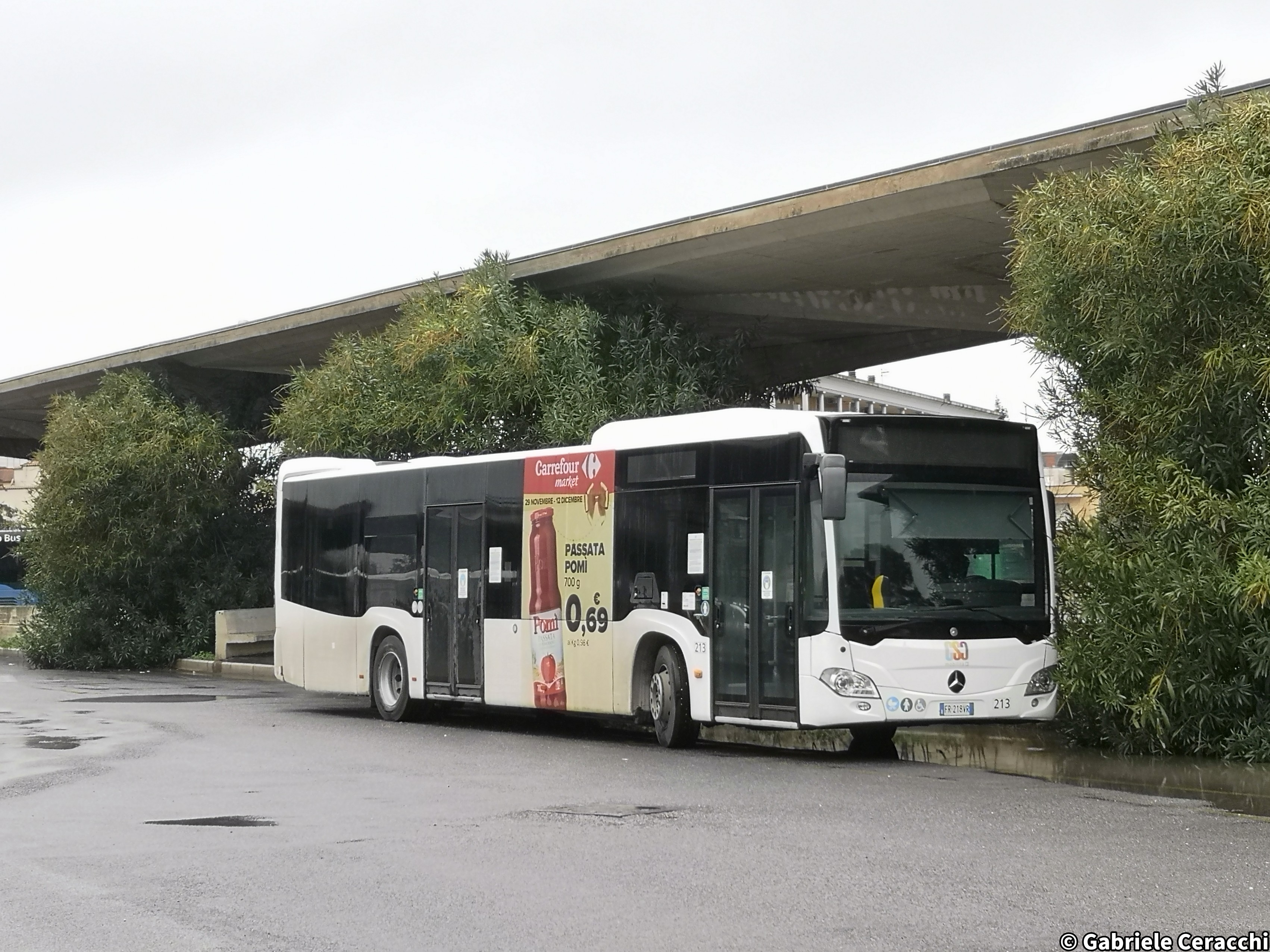
Mercedes-Benz Citaro C2 di CSC Mobilità in sosta alle autolinee di Latina.

CSC Mobilità s.c.r.l. è una società consortile italiana concessionaria del servizio di trasporto pubblico locale nel comune di Latina

## Storia

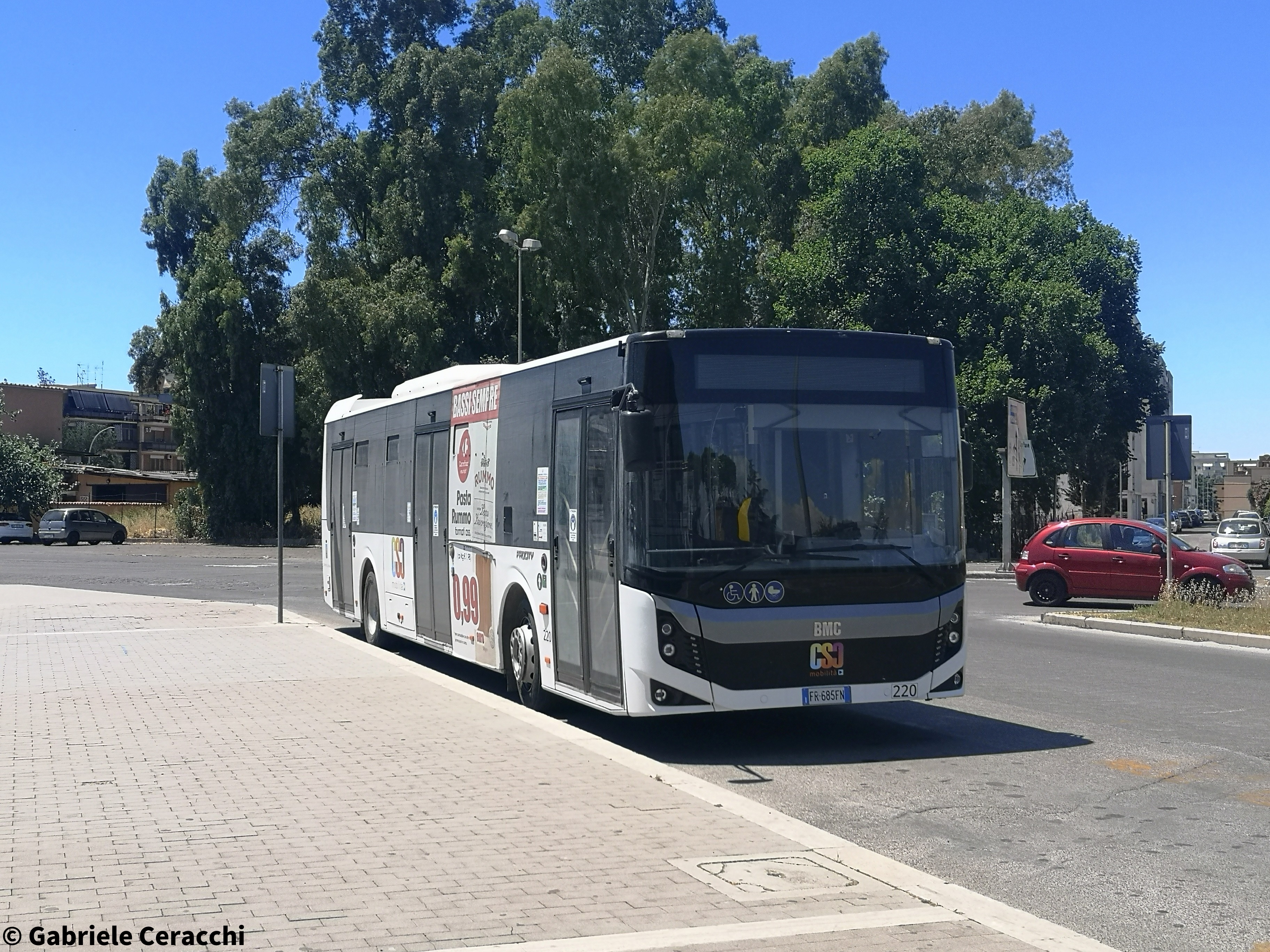
Un BMC Procity di CSC Mobilità in sosta alle autolinee di Latina.

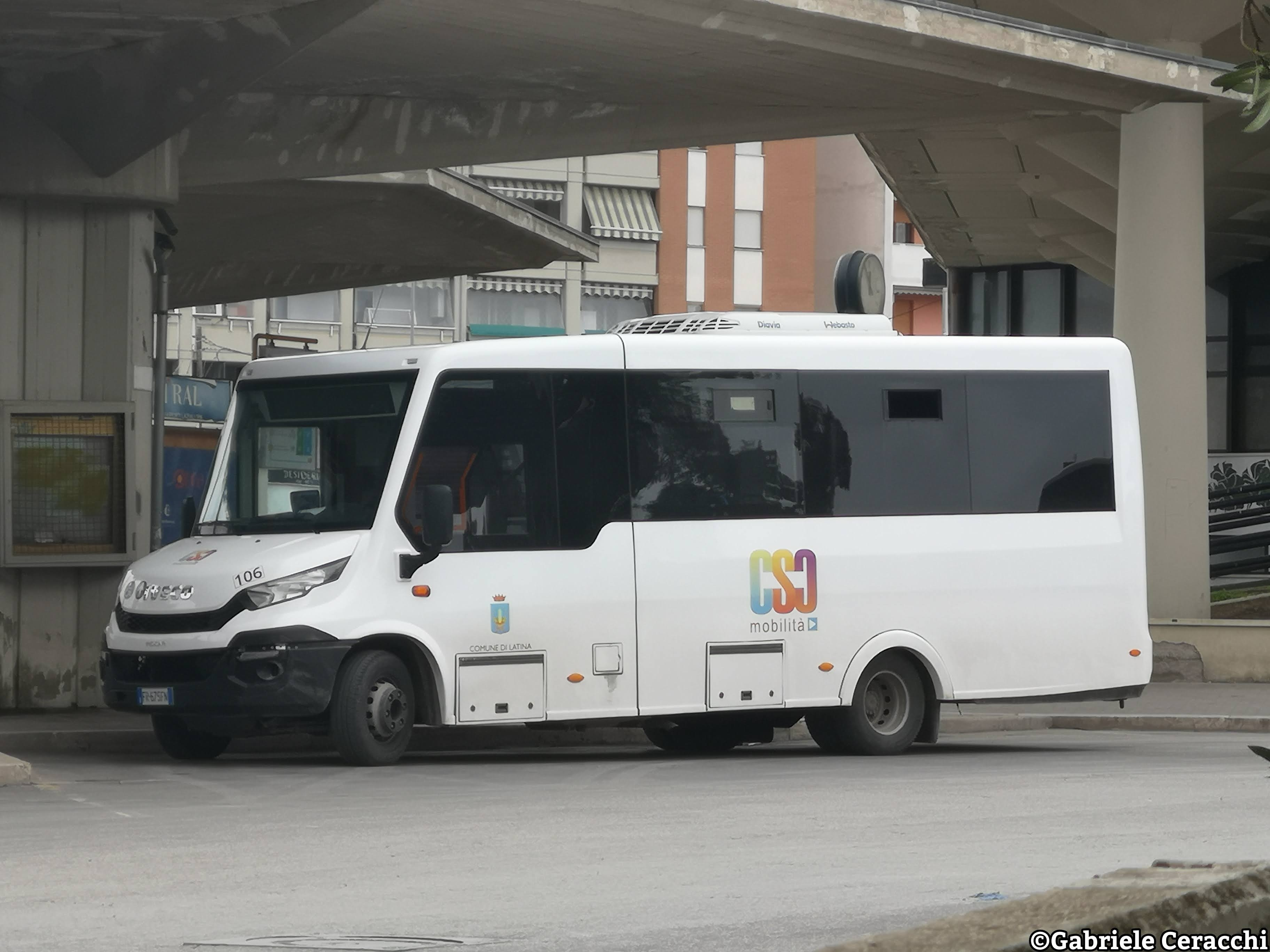
Un Iveco Indcar Mobi di CSC Mobilità in sosta alle autolinee di Latina.

In occasione della messa a gara del servizio di trasporto pubblico locale a Latina, espletato tramite autobus e gestito in precedenza da ATRAL, tre aziende attive nel settore dei trasporti nel Lazio hanno deciso di dare vita ad una società consortile per prendere parte alla gara. I tre soci fondatori sono: Cialone Tour di Ferentino, Cilia Italia di Palestrina (controllata da RATP Dev a sua volta controllata da RATP) e SAC Mobilità di Anzio.
L'azienda, dopo aver vinto la gara bandita dal comune, ha iniziato ad operare il 1º luglio 2018.

## Flotta
La flotta è composta dai seguenti autobus:
- 14 Iveco Indcar Mobi – minibus di circa 8 metri di lunghezza e 2,5 metri di larghezza, in grado di ospitare fino a 14 persone sedute e 27 in piedi con pedana per persone con mobilità ridotta.
- 19 Mercedes-Benz Citaro – autobus di ultima generazione di circa 12 metri di lunghezza con porta di salita anteriore e 2,5 metri di larghezza, con un totale di 106 posti e pedana per persone con mobilità ridotta e contrassegno Ecologico Blue Angel (criteri ottimali di rumorosità).
- 6 BMC Procity – autobus di circa 12 metri di lunghezza e 2,5 metri di larghezza, con totale di 97 posti e pedana per persone con mobilità ridotta.[2]
- Menarinibus Citymood